# Maestro del Tesoro di San Francesco
Il Maestro del Tesoro (fl. XIII secolo) è stato un pittore italiano che dipinse, in stile bizantino, durante la metà del XIII secolo.

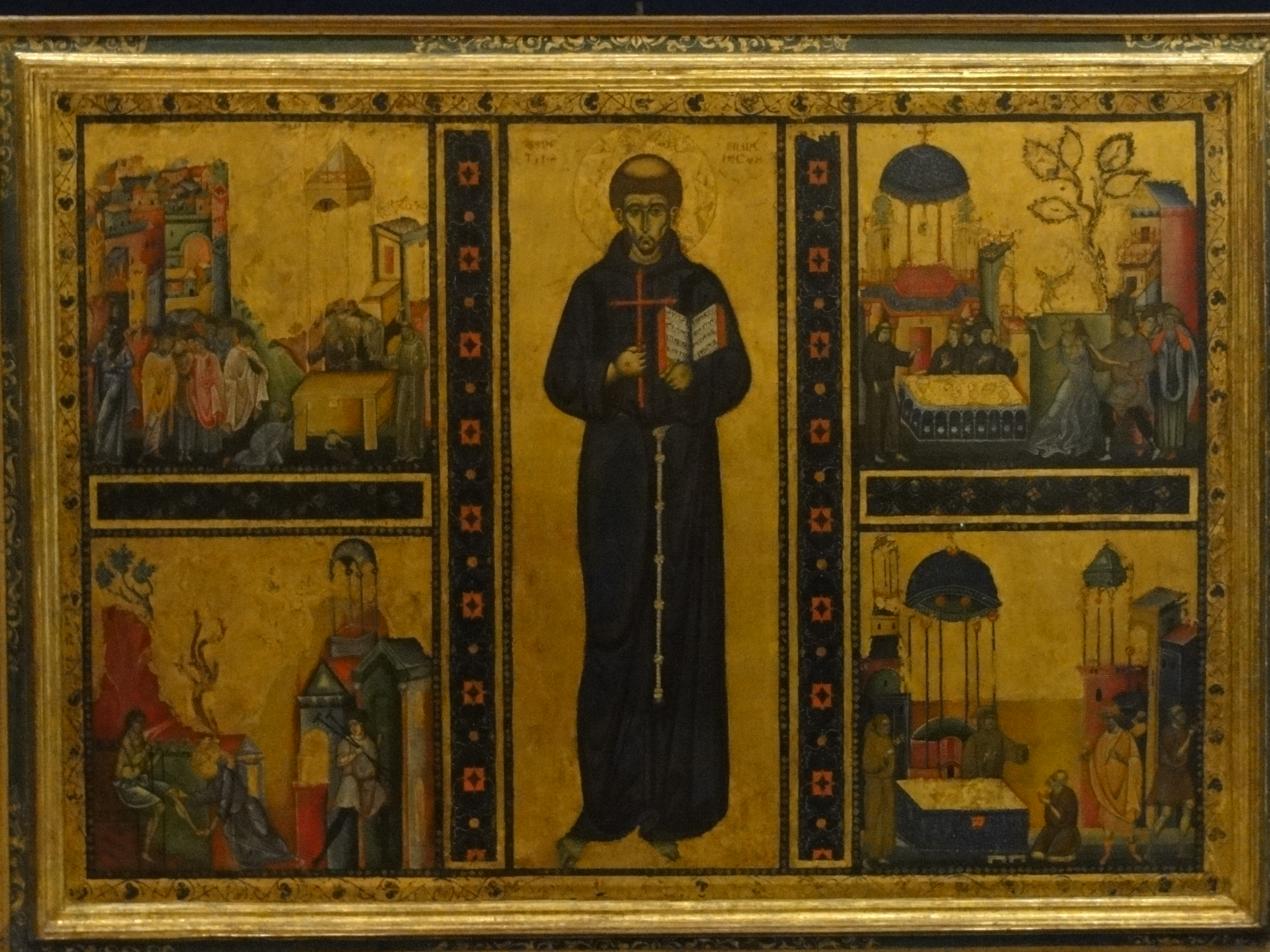
San Francesco e quattro dei suoi miracoli (seconda metà del XIII secolo) Museo del tesoro della Basilica di San Francesco

Seguace di Giunta Pisano, è noto per un dipinto presente nel Museo del tesoro della basilica di San Francesco ad Assisi che rappresenta San Francesco e quattro dei suoi miracoli postumi. 